# الهجوم على كربلاء
الهجوم على كربلاء حدث في تاريخ 21 أبريل 1802 م (1216 هجريا) ويقال (1801 م)، في زمن حكم عبد العزيز بن محمد، الحاكم الثاني للدولة السعودية الأولى. حين هاجمت مجموعات مسلحة من قوات الدولة السعودية الأولى، بجيش قوامه اثني عشر ألف جندي، مدينة كربلاء، انتقاماً لمقتل 300 رجل نجدي على يد قبيلة خزاعة قرب النجف. وقد تزامن الهجوم مع عيد الغدير أحد أعياد الشيعة، حيث كان اغلب أهالي كربلاء قد ذهبوا إلى مدينة النجف لزيارة مرقد الإمام علي.
تجاوز عدد القتلی 2000.-5000 شخصا. واستولوا فيها على مرقد الإمام الحسين وهدموا القبة الموضوعة عليه، ونهبت العديد من النفائس والمجوهرات والسجاد الفاخر والمعلقات الثمينة والشمعدانات وقلع الأبواب المرّصعة بالأحجار الكريمة.
استمر الهجوم لمدة ثماني ساعات، ثم خرجوا منها قرب الظهر ونقلوا ما أخذوه على أكثر من أربعة آلاف جمل الى الدرعية عاصمة الدولة السعودية الأولى .

## خلفية الأحداث
كان والي بغداد، سليمان باشا، قد أرسل حملة ضد الدولة السعودية الأولى أواخر سنة 1211 هـ الموافق 1796م بقيادة ثويني بن عبد الله السعدون زعيم عشائر المنتفق، لكن قبل التقاء قوات ثويني بالقوات السعودية اغتيل، فعادت فلول جيشه إلى العراق، وذلك أوائل سنة 1212 هـ الموافق 1797م. وفي عام 1213 هـ الموافق 1798م أرسل سليمان باشا حملة أخرى بقيادة مساعده علي باشا، فوصلت تلك الحملة إلى إقليم الأحساء، وحاصرت الحامية السعودية فيها، لكنها فشلت في مسعاها وعادت إلى العراق بعد تكبُّدها خسائر، ثم قاموا بعدها بإبرام هدنة مع السعوديين الذين كانت قواتهم بقيادة الأمير سعود بن عبد العزيز حينذاك. لكن في عام 1214 هـ الموافق 1799م، قامت قبيلة الخزاعل العراقية بمهاجمة قافلة نجدية قرب النجف، مخالفةً بذلك تلك الهدنة، وقتلوا منهم ثلاثمائة رجل. فاحتج عبد العزيز بن محمد آل سعود لدى سليمان باشا والي بغداد، وطالب بدفع ديات القتلى. ودارت بين الجانبين مفاوضات عن طريق عبد العزيز الشاوي؛ أحد رجالات العراق المشهورين، لكنها لم تؤدِّ إلى نتيجة إيجابية؛ إذ رفض والي بغداد دفع ديات القتلى من النجديين، كما رفض السماح لبادية نجد بالرعي في الأراضي العراقية. ونتيجة لذلك قام الأمير سعود بن عبد العزيز بالهجوم على كربلاء. يقول الباحث رايمون في تقرير له حول فاجعة كربلاء:

## تاريخ الهجوم
اعتاد بعض المستشرقين الروس وبعض المستشرقين الاوربيين على اعتبار مارس 1801 م تاريخا لتدمير كربلاء، وذلك استنادًا إلى التاريخ الذي يذكره روسو، كورانسيز، بوركهارت، ومانجان.
لكن يری المؤرخون العرب، ومعهم من الأوروبيين فيلبي، تاريخ سقوط كربلاء في مارس وأبريل 1802 م، بناء على مصنف ابن بشر. واعتبر ابن سند وريمون أيضا عام 1802 م هو تاريخ تدمير كربلاء. وجميع هذه المصادر قريبة زمنياً من الأحداث. يؤيد إلكسي فاسيلييف تاريخ 1802 م بأنه هو الأصح، لافتاً إلى أن التقارير التي وصلت من كربلاء الى السفارة الروسية في اسطنبول، كتبت قبل صيف عام 1803 م. فالشخص الذي عاش آنذاك في العراق كتب التقارير عن تدمير كربلاء من المستبعد أن يخطئ لعام كامل بخصوص تاريخ هذا الحادث الهام.
فلعلّ تغيير تاريخ احتلال السعوديين لكربلاء في كتاب روسو ناتج عن تهاون المؤلف أو سهو المطبعة. ويبدو أن روسو وكورانسيز هما المصدر الأول للمعلومات بهذا الخصوص.

## الأحداث والتفاصيل
أرسل حاكم إمارة الدرعية عبد العزيز بن محمد آل سعود، نجله سعود بن عبد العزيز على رأس جيش من اثني عشر ألف فارس من نجد إلى العراق، اقتحم ونهب بلدتَي عانة وكبيسة، ثم واحة "شفاثا"، قبل أن يغير على مدينة كربلاء التي تبعد 110 كيلومترات جنوب غرب بغداد. في هذا الوقت كان والي بغداد المُسنّ (قارب الـ80 من عُمره) يكافح من أجل السيطرة على مرض الطاعون الذي انتشر في بغداد، وتالياً لم يُعر بالاً كافياً لمتابعة تحركات السعوديين، وفي خضم صراعه مع الوباء المنتشر بين رعيته،  باغتته أخبار اجتياح كربلاء. اختار ابن سعود يوم 18 ذي الحجة/22 نيسان/أبريل، الذي يوافق عيد الغدير، علم عبد العزيز بأن أهالي كربلاء سيكونون مشغولين في إحياء مراسم العيد، فأغار مع أتباعه على المدينة وقت الفجر ونجح في اقتحامها والسيطرة عليها، وهو أمر لم يكن صعباً وقتها، فالمدينة كانت ذات تحصينات ضعيفة، إذ اكتفى أهلها بتسويرها بجذوع النخل المرصوصة حول حائط من الطوب اللبني لم يشكل تجاوزه معضلةً كبرى أمام السعوديين، كما أن أغلب الرجال كانوا قد توجهوا إلى النجف لحضور الاحتفالات.
فدخلوها صبيحة يوم 18 ذي الحجة عام 1216 هـ (1802 م). جرت عمليات قتل واسعة النطاق بأبعد مدى من القسوة باستخدام السلاح الأبيض والناري، وملاحقة أهالي المدينة الهاربين في الأزقة والدهاليز وقتلهم ذبحاً. القوات النجدية اقتحمت مرقد الإمام الحسين وروضته المقدسة وأخذ المقاتلون السعوديون ما وجدوه من النفائس والمجوهرات والشمعدانات والسجاجيد الفارسية والمعلقات الثمينة وقلع الأبواب المرصعة بالأحجار الكريمة ومئات السيوف الفضية والقناديل المصنوعة من الذهب الخالص وصناديق الفضة وستائر حريرية فاخرة. كتب المؤرخ عثمان بن بشر الذي كتب عن نشأة الدولة السعودية بشكلٍ منحاز إلى الوهابيين حول هذا الحادث، ما نصّه:
لم تستغرق تلك الغزوة إلا نحو 7 ساعات، فبحسب الروايات دخل النجديون المدينة فجراً، ورحلوا عنها عصراً، بعدما انتهوا من هدم القباب ثم جمعوا ما خفَّ حِمله وغلا ثمنه من الأسلاب، وغادروا المدينة المنكوبة تاركينها غارقةً في الحزن وأطلال الأضرحة والجثث.

## تداعيات اقتحام كربلاء
خلّفت غزوة كربلاء آثاراً مدويةً ليس على العراق وحده، وإنما على العالم الإسلامي كله، وتحديداً على 3 أطراف فيه:
الطرف الأول، هو الدولة القاجارية الفارسية، التي لطالما فرضت رعايتها على الأضرحة الشيعية المقدسة. إذ أعلنت الحداد العام في أرجاء البلاد، وأرسل الشاه فتح علي إلى سليمان باشا، الوالي العثماني في بغداد، احتجاجاً شديد اللهجة ملقياً تبعة ما حصل على عاتق الدولة العثمانية، ومبدياً استعداد بلاده لـ"سحق" آل سعود "الوهابيين" حسب تعبيره، بقواتٍ تعبر الأراضي العراقية إذا ما استمر الوالي على موقفه "المتخاذل" في توفير الحماية للعتبات المقدسة. كما طالب الشاه بتعويضات مالية كبيرة عن بعض رعاياه الذين قُتلوا أو أُسروا، وعمّا نُهب من الكنوز الثمينة التي قدّمها أسلافه هدايا للأضرحة المقدسة.
بدورهم، كان العثمانيون يعيشون في أضعف حالاتهم، فلم يملكوا قوةً عسكريةً كافيةً لصدِّ آل سعود، واكتفوا بنقل محتويات خزائن الروضة الحيدرية في النجف إلى بناية الروضة الكاظمية في بغداد، خشية أن يحدث لها ما حصل لكنوز كربلاء، وكرّر السُلطان العثماني سليم الثالث لواليه على العراق تعليمات بيروقراطيةً بضرورة التصدّي لـ"الخارجي ابن سعود"، بأي شكل، تجنّباً لإفساد العلاقات بين الدولتين العثمانية والقاجارية. كما جرت عمليات عثمانية محمومة لحماية المدن الرئيسية في العراق، فجرى تسوير بغداد. أيضاً قدّمت الدولة القاجارية معونةً عاجلةً إلى كربلاء مكّنت حاكمها من بناء سور حصين بلغ ارتفاعه 30 قدماً.
أما بريطانيا، فنشطت لاستغلال الحادث من أجل تعميق علاقتها بوالي بغداد، والحصول على الامتيازات كافة التي تطلبها في العراق، مقابل الحصول على المزيد من الأسلحة والذخائر التي تعين الوالي على صدِّ الخطر السعودي. أرسلت بريطانيا عدداً من الضباط لإعادة تدريب قوات الوالي على أساليب القتال الحديثة، كما تبرّعت شركة الهند الشرقية بمساعداتٍ مالية لمدينة كربلاء لتعمير مبانيها وأضرحتها ومساعدة ضحاياها. في الوقت ذاته، فإن بريطانيا لم تكن تواقةً إلى إغضاب السعوديين، حفاظاً على مصالحها في الخليج، فلم تُبدِ نقداً علنيّاً لتلك الغزوة، بل حافظت على علاقتها الودية مع سعود.

أما التجلّي الأكبر لتلك الغزوة، فهو رجل شيعي ماتت زوجته وأبناؤه خلال أحداث غزوة كربلاء، فأضمر البُغض للأمير عبد العزيز بن محمد آل سعود، فتسلل إلى عقر داره في الدرعية، وقتله وهو يصلّي عام 1803، وتولّى ولده سعود الحُكم من بعده. كتب المستشرق الإنكليزي جون فيلبي، الصديق الوفي لآل سعود عن ذلك:
أما الجانب السعودي، فقد منحته تلك الغارة قوةً معنويةً وماليةً هائلةً. يقول المؤرخ ابن سند البصري: "بأموال كربلاء، استفحل أمر سعود وطمع في ملك الحرمين، وشرع في محاصرة المدينة المنورة". كما بلغت بسعود الجرأةُ أن وجّه رسائل عدة إلى الحكام والولاة في الدول من حوله يدعوهم فيها إلى الإيمان وطاعته والانضمام إلى دولته، وهو ما تؤكده شهادة المستشرق الألماني ياسبر أولريخ زيتسن، الذي زار القاهرة خلال تلك الفترة، وأكد أن الوهابيين أرسلوا برقيةً إلى باشا مصر يطالبونه فيها بالرضوخ لهم. وفي مذكراته توقع زيتسن، أن الوهابيين سيكونون أكبر خطرٍ على مصر في المستقبل. أيضاً راحت قوّة آل سعود تتمدّد داخل الحجاز، متبعين فلسفة "غزوة كربلاء" نفسها؛ دخل سعودُ مكة عام 1803، وأمر بهدم الأضرحة ذات القباب كافة وغيرها من أماكن الزيارة حول الكعبة، ومثّل هذا الانتصار ضربةً قاصمةً لنفوذ العثمانيين الديني في المنطقة، بعدما أصبحت مدينة المسلمين المقدسة بين أيدي السعوديين. لم يكتفِ السعوديون بذلك، وإنما فرضوا حصاراً على المدينة المنوّرة مرةً تلو الأخرى، حتى أخضعوها لحُكمهم هي وسائر مدن الحجاز الرئيسية، وبلغت قوة السعوديين أمراً لا يُمكن السكوت عليه حتى أنهم دبروا غزوات عدة اخترقت حدود الشام.
هنا كلّف العثمانيون ولي مصر محمد علي باشا مواجهة ال سعود، بعدما انتهى إلى إخضاع سيطرته على مصر عقب إبادة المماليك في مذبحة القلعة الشهيرة. بقيادة إبراهيم باشا توجّه الجيش المصري إلى الحجاز حيث أسقط الدولة السعودية الأولى، بعدما اقتحمت القوات المصرية الدرعية وأسرت الأمير عبد الله بن سعود. عقب سجنه، سيق آخر أمراء الدرعية مع ما تبقّى من جواهر كربلاء إلى إسطنبول، حيث جرى التحقيق معه وحينما سُئل عن مصير منهوبات مرقد الحسين بن علي، أكد أن بعضها جرى بيعه الى الشريف غالب، وبعضها الآخر بيع إلى تجار من الهند، كما وزّع سعود بعضها على شقيقاته والأعيان، ولم يتبقَّ سوى صندوق صغير استولت عليه إسطنبول عقب إعدام عبد الله بن سعود.